# Gribova
Gribova è un comune della Moldavia situato nel distretto di Drochia di 2.175 abitanti al censimento del 2004